# Mentheville
Mentheville – miejscowość i gmina we Francji, w regionie Normandia, w departamencie Sekwana Nadmorska.
Według danych na rok 1990 gminę zamieszkiwały 133 osoby, a gęstość zaludnienia wynosiła 43 osoby/km² (wśród 1421 gmin Górnej Normandii Mentheville plasuje się na 765. miejscu pod względem liczby ludności, natomiast pod względem powierzchni na miejscu 834.).